# Andreas Schmidt (Künstler)

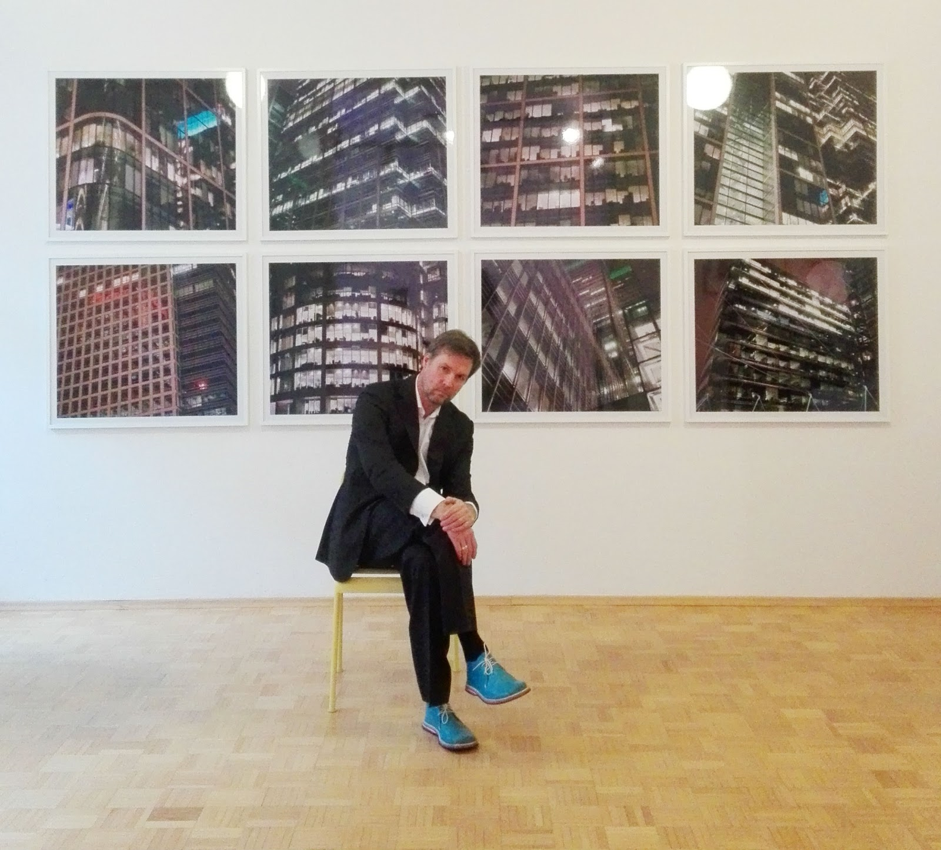
Andreas Schmidt

Andreas Schmidt  (* 1967 in Werneck) ist ein deutscher Künstler, Fotograf und Galerist.

## Leben
Schmidt zog 1989 von Deutschland nach England und studierte an der Nottingham Trent University bis 1992 den Zweig Fotografie. Schmidts Arbeiten nach 1992 basieren hauptsächlich auf analoger Fotografie, jedoch widmet sich der Künstler seit 2008 der Appropriations-Kunst, Video-Kunst und Print-on-demand-Künstlerbücher.

## Werk
Der deutsche Foto- und Kunstbuchverlag Hatje Cantz veröffentlichte im Jahr 2005 Andreas Schmidts erstes Foto-Buch unter dem Titel „Las Vegas“. In dem begleitenden Text zum Buch schreibt Christoph Ribbat: "Strenges Katalogisieren, rauschhafte Begeisterung für Licht, ironische Kommentare zum Architainment - all diese Register werden von Schmidt gezogen. Die Nüchternheit der New Topographics klingt an, der Humor von New Color, die smarte Sachlichkeit neuer deutscher Fotokunst." In einer Postkarte an Schmidt bezeichnete der britische Schriftsteller J. G. Ballard Schmidt als „Poeten des Hotelkorridors“. 
Hatje Cantz verlegte im Jahr 2009 Schmidts zweites Fotobuch, in dem Schmidt sich in seinen Fotografien kritisch mit dem Londoner Finanzbezirk auseinandersetzt. Der britische Kunst- und Fotokritiker Roy Exley erklärt in seinem Text „Das Schauspiel der Illusion: The City“ im Buch: "Es sind Fotografien, die nicht selten die Rolle der Fotografie und damit auch die Rolle des Betrachters dieser Architekturfotografien, aber auch die Rolle der Architektur hinterfragen."
2009 war Schmidt Gründungsmitglied von ABC Artists' Books Cooperative, einem internationalen Netzwerk von und für Künstler, die Print-on-demand-Künstlerbücher erstellen; er verließ 2014 die Kooperative.
Am 14. November 2013 präsentierte Schmidt seine Gesamtbuchkunstwerkskulptur, 77 Print-on-demand Bücher in einem handgefertigten Regal, zum ersten Mal der Öffentlichkeit während der Kunstbuchmesse „Offprint“ in Paris.
Sein Künstlerbuch „The Time Machine“ wurde 2015 in der Gruppenausstellung „A History of Photography: Series and Sequences“ am Victoria and Albert Museum in London gezeigt, in der auch Arbeiten von Nicholas Nixon, August Sander, Eadweard Muybridge und Lewis Baltz zu sehen waren.
Schmidts Werke befinden sich in zahlreichen Sammlungen, wie beispielsweise im Victoria and Albert Museum in London, im FRAC-Centre in Orléans, im „Centre Des Livres Artistes“ in Saint-Yrieix-la-Perche und im „Minnesota Center for Book Arts“ in Minneapolis in den USA.
Nachdem Schmidt 22 Jahre in London gelebt hatte, zog er 2014 nach Berlin und eröffnete 2016 die „Galerie Andreas Schmidt“ mit den Schwerpunkten zeitgenössische Kunst und Fotografie.

## Ausstellungen
- 2016 Belgium to Berlin, Kunstwerke von Justin Lee Stansfield, Galerie Andreas Schmidt, Berlin
- 2016 Half Price Sale, Kunstwerke von Andreas Schmidt, Galerie Andreas Schmidt, Berlin
- 2015 Ego Update,[7] NRW Duesseldorf
- 2014 Brighton Photo Biennial, Brighton
- 2013 Minnesota Center for Book Arts[8] Directed:[9] The Intersection of Bookart and Film, Minnesota, USA
- 2013 Centre Des Livres Artistes, Saint-Yrieix-la-Perche, France images / images of images / no images
- 2013 Gagosian Gallery, NYC, USA ‘Ed Ruscha Books & Co.’
- 2012 Photographers’ Gallery, London, UK ‘The Animated Gif’[10]
- 2012 Cleveland Museum of Art, Ohio, USA ‘Photographers & Books’
- 2011 Les Rencontres d'Arles, France ‘From Here On’
- 2011 Kunsthalle Schweinfurt, Germany, ‘Parallel Natur’[11]
- 2008 Goethe-Institut,[12] London, UK